# HD 88206
HD 88206，即船帆座Q（Q Velorum），又名CD-51 4507，SAO 237736、HR 3990，是一颗船帆座的恒星，视星等为4.86，位于銀經279.15，銀緯3.4，其B1900.0坐标为赤經10h 5m 8.7s，赤緯-51° 3.4′ 14″。